# Otto Wilhelm von Rosen
Otto Wilhelm von Rosen, född 25 november 1711 på Berga i Ununge socken, död 29 november 1799 på Orraryd i Nöbbele socken, var en svensk friherre och militär. Han var farfars farfar till Carl von Rosen.
Otto Wilhelm von Rosen var son till major Johan Christoffer von Rosen och Sofia Elisabet von Tiesenhausen. Han blev student vid Uppsala universitet 1724, page vid kungliga hovet 1727, och följde 1731 Fredrik I på en resa till Hessen-Kassel och 1732 prins Maximilian av Hessen till Köpenhamn. von Rosen blev fänrik vid Dalregementet 1732, löjtnant där 1741 och stabskapten samma år. Han deltog i hattarnas ryska krig vid fälttåget i Finland och därunder i slaget vid Villmanstrand, under 1743 och 1744 deltog han i fälttågen i Skåne. von Rosen blev regementskvartermästare 1743, kapten med kompani 1744 och naturaliserades som svensk adelsman tillsammans med sina bröder 1746 samt introducerades på riddarhuset 1752. Han blev major vid Dalregementet 1749, överstelöjtnant i armén 1760 och vid Savolax regemente samma år. Han blev överste i armén 1770, genom byte överstelöjtnant vid Jämtlands regemente 1772 och var 1772–1777 överste och chef för Kronobergs regemente. Han blev 1772 upphöjd till friherre, med introduktion på riddarhuset 1776, och generalmajor 1776. von Rosen blev riddare av Svärdsorden 1751.